# Þorvaldur Örlygsson
Þorvaldur Örlygsson est un joueur puis entraîneur islandais de football né le 2 août 1966 à Akureyri. Il est l'actuel sélectionneur de l'Islande - 19 ans.

## Joueur

### Club
Thorvaldur commence sa carrière au KA, club basé dans sa ville de naissance, Akureyri. Après trois bonnes saisons dans son pays natal, agrémenté d'un prêt en troisième division allemande, il est repéré puis recruté par Nottingham Forest.  
En 1990, il fait ainsi ses premiers pas en First Division, qui deviendra la Premier League trois ans plus tard. Son passage à Nottingham reste cependant délicat puisqu'il doit attendre la saison 1992/1993 avant de reporter le maillot de Forest. À l'issue de celle-ci, le club est relégué et Thorvaldur prend la direction de Stoke City.
Il passera trois saisons chez les Potters, en seconde division, puis quatre à Oldham Athletic, clôturant son périple continental en 1999, en troisième division anglaise.
Il retourne ensuite en Islande, dans son club formateur, où il endosse le rôle d’entraîneur/joueur, terminant sa carrière en 2003

### Sélection
Thorvaldur compte une quarantaine de sélections avec l'Islande.
Il dispute les qualifications pour plusieurs Coupe du monde et Championnat d'Europe.

## Entraîneur
Tandis qu'il termine sa carrière de joueur au KA, il fait de sporadiques apparitions sur le banc à partir de l'année 2000. Une fois les crampons réellement raccrochés, il prend en main le KA lors de l'Urvalsdeild 2004, que le club termine en dernière position.
Il connait ensuite divers expériences, notamment à Fram qu'il coachera pendant cinq saisons, sans résultat notable toutefois.  En 2015, il est nommé à la tête de l'Islande - 19 ans, succédant à Kristinn Rúnar Jónsson qu'il a côtoyé en sélection une vingtaine d'années plus tôt.

## Palmarès

### Joueur
- KA Akureyri
  - Champion d'Islande en 1989

### Entraineur
- KFF Fjarðabyggð
  - Champion de 2.deild karla (D3) en 2006